# Gentianella foliosa x cerastioides
Gentianella foliosa x cerastioides là một loài thực vật có hoa trong họ Long đởm. Loài này được mô tả khoa học đầu tiên.